# Ray Lasuye
Ray Lasuye, nom de plume de Raymond Lasuye, né le 10 octobre 1909 à Rosendaël et mort à Lille le 14 octobre 1981, est un auteur français de roman policier.

## Biographie
Instituteur de métier, après une carrière maritime avortée, il aborde l'écriture au début de la Deuxième Guerre mondiale. Pour tromper l'ennui des heures de captivité, il écrit une énigme policière et des sketches humoristiques qui seront joués au théâtre du camp, alors qu'il est prisonnier de guerre de juin 1940 à décembre 1941. Libéré pour charge de famille, il est évacué par la Côte-d'Or, mais est pris en otage par les Allemands, puis condamné à être fusillé avant de fait partie d'un échange de prisonniers une heure avant son exécution.
En 1950, il remporte avec Idylle 40 un concours de pièces radiophoniques d'une station de Lille.
En 1953, il reçoit le prix du roman d'aventures pour Le Boiteux du pont Guillain et publie ensuite de façon régulière des whodunits et des romans d'espionnage dans les diverses collections de la Librairie des Champs-Élysées jusqu'au milieu des années 1970.
Dunkerque, où se situe l'intrigue de son roman lauréat, lui rend hommage en 1996 en donnant son nom à l'une des rues de Rosendaël, commune maintenant rattachée à la ville.

## Œuvre
Toutes les publications listées sont parues à la Librairie des Champs-Élysées, Paris.

### Romans policiers signés Ray Lasuye
- Le Boiteux du pont Guillain, Le Masque no 444, 1953
- Maintenant fermez la fenêtre !, Le Masque no 483, 1954 ; réédition, coll. Le Club des Masques no 319, 1969
- Les dollars coûtent cher, Le Masque no 535, 1956 ; réédition, coll. Le Club des Masques no 120, 1971
- Ne prêtez jamais, Le Masque no 644, 1959
- L'ascenseur arrête au troisième, Le Masque no 956, 1967
- Un parfum de citronnelle, Le Masque no 1111, 1970
- Le Passager de la "Fouine", Le Masque no 1137, 1970 ; réédition, coll. Le Club des Masques no 319, 1977
- Le Visiteur du crépuscule, Le Masque no 1186, 1971 ; réédition, coll. Le Club des Masques no 335, 1978
- Sachez vous défendre, Le Masque no 1223, 1972
- Chasse aux témoins, Le Masque no 1290, 1973 ; réédition, coll. Le Club des Masques no 366, 1978
- Une île si paisible, Le Masque no 1333, 1974
- Retour de baptême, Le Masque no 1403, 1975

### Roman d'espionnage signés Ray Lasuye
- Une semaine chargée, coll. Romans d'espionnage no 3, 1956 ; réédition, coll. Dossier secret no 6, 1956
- Un week-end avec moi, coll. Romans d'espionnage no 7, 1959
- Les Chevaux de Dalécarlie, coll. Romans d'espionnage no 18, 1960
- Les Bons Comptes, coll. Dossier secret no 153, 1957
- Ce n'est pas un métier, coll. Romans d'espionnage no 28, 1961 ; réédition, coll. Le Club des Masques no 443, 1980

### Romans d'espionnage signés Cornil Marcus
- Les Crustacés d'Armor, coll. Espionnage no 10, 1962
- Cette gourde de Vika !, coll. Espionnage no 19, 1963
- Avec les salutations de Vika, coll. Espionnage, 1964
- Le Secrétaire et Vika, coll. Service secret, 1964
- Vika devient superstitieuse, coll. Service secret, 1965

### Nouvelles
- Bonne Brise, Paris, Opta, Mystère Magazine no 73, février 1954
- Coup double, Paris, Opta, Mystère Magazine no 99, avril 1956

## Prix et distinctions
- Prix du roman d'aventures 1953, pour Le Boiteux du pont Guillain

## Sources
- Jacques Baudou et Jean-Jacques Schleret, Le Vrai Visage du Masque, vol. 1, Paris, Futuropolis, 1984, 476 p. (OCLC 311506692), p. 276-277.
- Claude Mesplède (dir.), Dictionnaire des littératures policières, vol. 2 : J - Z, Nantes, Joseph K, coll. « Temps noir », 2007, 1086 p. (ISBN 978-2-910-68645-1, OCLC 315873361), p. 149.